# Gerd Jauch

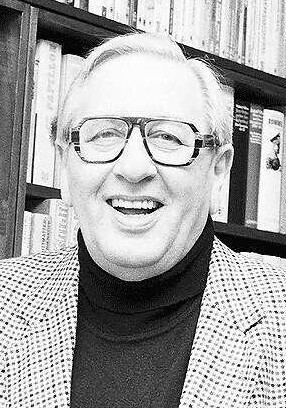
Gerd Jauch (1994)

Gerd Jauch (* 27. November 1924 in Villingen; † 10. März 2007 in Freiburg im Breisgau) war ein deutscher Fernsehmoderator und Fernsehjournalist.

## Berufliches Wirken
Gerd Jauch studierte von 1947 bis 1951 Rechtswissenschaft. Während der gesamten Studienzeit und darüber hinaus bis 1958 arbeitete er als freier Journalist. Von 1957 bis 1962 war Jauch landespolitischer Redakteur bei der Deutschen Presseagentur. 1962 kam er zum ZDF. Dort baute er die Nachrichtensendung heute mit auf und leitete die Redaktion bis 1969. Anschließend war er Leiter der Redaktion Recht und Justiz und stellvertretender Leiter der Hauptredaktion Gesellschaftspolitik. Er moderierte daneben unter anderem 16 Jahre lang die am 11. Februar 1974 erstmals ausgestrahlte ZDF-Gerichtsshow Wie würden Sie entscheiden? und publizierte zu rechtlichen Themen. Seine Sendung, in der wirkliche Gerichtsverhandlungen nachgestellt wurden, gehörte in den 1980er Jahren zu einem Sendeformat (wie auch Verkehrsgericht, Ehen vor Gericht mit Prof. Beer, Arbeitsgericht), das eine sachlich fundierte Bildung des Bürgers in alltäglichen Rechtssachen zum Ziel hatte. Diese Sendungen waren insbesondere durch Erläuterungen von Rechtsexperten gekennzeichnet. Jauch trug mit seiner Sendung maßgeblich zum Rechtsverständnis der damaligen Generation in der Bundesrepublik bei.
1980 und 1985 sendete das ZDF zwei Dokumentarfilme von Gerd Jauch über die Fasnet in Villingen und Rottweil.
1989 ging er als Chef der inzwischen in Gesellschafts- und Bildungspolitik umbenannten Redaktion in den Ruhestand.

## Auszeichnungen und Ehrungen
- 1979 Besondere Ehrung beim Adolf-Grimme-Preis
- 1984 Bundesverdienstkreuz am Bande
- 1981 Wilhelmine-Lübke-Preis
- Silberne Bürgermedaille der Stadt Villingen-Schwenningen
- 1983 Preisträger der „Sauren Gurke“ für die Folge Abtreibung auf Krankenschein

## Veröffentlichungen
- Doris Evelbauer, Karlhans Damerau, Gerd Jauch (Hrsg.): Lexikon Recht. 2000 Rechtsbegriffe von A – Z. Orbis Verlag, 1998, ISBN 3-572-05579-2.
- Gisela Fickert, Gerd Jauch: Kaufen und Verkaufen. Goldmann, 1984, ISBN 3-442-10778-4.
- Gabler Kompakt Lexikon Recht. 2200 Begriffe nachschlagen – verstehen – anwenden. Gabler, 1992, ISBN 3-409-29155-5.
- Georg Thoma. Vom Hütejungen zum Skikönig. Freiburg im Breisgau 1990.
- Verbraucherschutz. Goldmann, 1982, ISBN 3-442-10811-X.

## Filme
- Narri Narro. Protokoll einer alemannischen Fasnet. ZDF 1980.
- Larven, Gschell und Narrensprung. Von der schwäbischen Fasnet in Rottweil berichtet Gerd Jauch. ZDF 1985.